# Bilal Ercan
Bilal Ercan, född 1962 i Zincirlikuyu i Turkiet, död 17 december 2014 i Ankara i Turkiet, var en turkisk folkmusiker och kompositör.

## Biografi
Ercan var av kurdisk härkomst. Han föddes 1962 i byn Zincirlikuyu, belägen i distriktet Kulu. Under grundskoleåren började han spela knäppinstrumenten mandolin och därefter ägnade han sig enbart med lutinstrumenten saz. Bland annat har han varit verksam som musikinstruktör i Hacettepe universitet.
Bilal Ercan avled vid 52 års ålder i en hjärtinfarkt på scen under en välgörenhetskonsert. Konserten arrangerades i Maltepe i staden Ankara. Syftet med välgörenhetskonserten var då att stödja folket i den krigshärjade staden Kobane i Syrien. 
Ercan ligger begravd i hembyn Zincirlikuyu.